# Paxillus macrocerus
Paxillus macrocerus là một loài bọ cánh cứng trong họ Passalidae. Loài này được Reyes-Castillo & Fonseca miêu tả khoa học năm 1992.